# Jeanne Duportal
Jeanne Duportal, née à Cahors le 11 novembre 1866et morte à Paris le 7 mars 1954, est une historienne de l'art française, spécialiste de l'estampe des XVIIe et XVIIIe siècles français. Première femme en France à obtenir le titre de docteur ès-lettres, elle fut notamment chargée de recherche à la Caisse nationale de la recherche scientifique.

## Biographie
Louise Hélène Jeanne Duportal est la fille aînée d'Élise Jeanne Mayet-Tissot et d'Henri Simon Duportal, républicain et ingénieur des Ponts et Chaussées (polytechnicien), et petite-fille d'Armand Duportal, député et préfet de Haute-Garonne. Elle est également la sœur de l'écrivaine Henriette Perrin-Duportal.
Après avoir obtenu un baccalauréat ès-sciences en 1888, elle entreprend des études universitaires et obtient une licence ès-lettres histoire en 1910, puis un doctorat ès-lettres de la Faculté des lettres de l'Université de Paris en 1914. Ses travaux sont dirigés successivement par Henry Lemonnier et Émile Bertaux. Sa thèse, intitulée Études sur les livres à figures édités en France de 1601 à 1660, la conduit à être considérée comme une spécialiste de l'estampe.
Elle fut autorisée de 1916 à 1936 à dispenser un cours à la Sorbonne sur l’histoire de la gravure en France au XVIIe siècle. L'intitulé de cet enseignement varia au fil des années avec pour thèmes successifs : « La Gravure au temps des guerres de la Révolution et de l’Empire » en 1927, « Les Maîtres de la gravure aux XVe et XVIe siècles » en 1929, « L’âge d’or des graveurs flamands » en 1930, « Les Maîtres français du XVIIe siècle » en 1931, « La Gravure au XVIIIe siècle » en 1932 « L'Estampe au XVIIIe siècle » en 1933 et enfin  « Du Règne de la couleur à la mode des lithographies » en 1936. Les cours portant sur « L’âge d’or des graveurs flamands » se déroulaient le mardi à 5 heures à l’amphithéâtre Michelet. Cependant les enseignements dispensés au cours des années 1931 et 1932 avaient lieu le mercredi. 
Nommée officier de la Légion d'honneur en 1953, elle meurt le 7 mars 1954, à Paris.

## Distinctions
Son travail est reconnu par l’Académie dès 1915. En effet, la commission pour le concours au prix Brunet mentionne la qualité de sa thèse malgré le fait qu'elle n'ait pas été présentée au jugement de l’Académie car elle n’a pas « paru satisfaire au programme du prix ». Dans le rapport de la séance du 28 juin 1915, il est précisé que le fondateur du prix destinait cette récompense aux études approfondies des livres imprimés. Les descriptions de manuscrits « quelles que soient leur exactitude ou leur valeur » sont considérées moins méritantes par la commission du prix.
Elle obtient le prix Thorlet de l’Institut de France en 1923 et en 1928, ainsi qu’en 1931, le prix Bernier de l’Académie des Beaux-Arts en 1926. Par ailleurs, elle est nommée officier de l’Instruction publique en 1927, chevalier de la Légion d’honneur le 9 août 1929 et officier de la Légion d’honneur le 25 août 1953.

## Publications
- Contributions au catalogue général des livres à figures du XVIIe siècle (1601-1633), Paris, Champion, 1913[14].
- Étude sur les livres à figures édités en France de 1601 à 1660, Paris, Champion, 1914[15].
- Dessins de monuments du XIVe au XVIIIe siècle conservés à la Bibliothèque de l’Institut, Paris, Journal des savants, 1918.
- Collection Parent de Rosan tome 1er, numéros 1 à 85 : Inventaire des estampes, Paris, Plon-Nourrit, 1921.
- Collection Parent de Rosan. Inventaire des Estampes – Tome Second, Paris, Plon-Nourrit, 1924.
- La Gravure en France au XVIIIe siècle : La gravure de portraits et de paysages, Paris, Librairie Nationale d’Art et d’Histoire ; Van Oest, 1926[16].
- Les peintres français du XVIIIe siècle : histoire des vies et catalogue des œuvres, Paris ; Bruxelles, Van Oest, 1928.
- Charles Percier : reproductions de dessins conservés à la Bibliothèque de l’Institut, Paris, Rousseau, 1931.